# 佐藤照雄 (競馬)
佐藤 照雄（さとう てるお、1956年10月25日 - ）は、青森県出身の元騎手。

## 来歴
1975年3月に東京・田中和夫厩舎からデビューし、同9日の中山第1競走4歳以上200万下・セブンフォード（8頭中7着）で初騎乗を果たすと、8月9日の函館第10競走4歳以上500万下・マイシャンで初勝利を挙げる。12月7日の中山第4競走障害4歳以上未勝利・トキワロッキーで障害初勝利と2勝目を挙げるが、1年目の同年はこの2勝に終わる。
2年目の1976年にはトキワロッキーで東京障害特別（秋）では1番人気の牝馬クローバーウイングに大差を付けて重賞初勝利を挙げ、東京障害特別（秋）が行われた11月20日の最終第11競走4歳以上300万下・ミミーオブフジも勝利して初の1日2勝も挙げた。中山大障害（秋）ではバローネターフに先着する2着に入り、同年は5勝をマーク。
3年目の1977年には5月1日の東京第7競走5歳以上オープンでオレゴンシチーに騎乗しグレートセイカンの3着、トキワロッキーでは東京障害特別（秋）でバローネターフの2着に入る。6月19日の中山第2競走4歳未勝利では10番人気フジノアイドルで13番人気ニシノトサクインのアタマ差2着に入って枠連50100円の大波乱を演出し、12月10日・11日の中山は初の2日連続勝利を挙げる。同年は初の2桁となる13勝をマークし、1980年まで4年連続2桁勝利を記録。
1978年にはトキワロッキーで中山大障害（春）3着・東京障害特別（春）2着に入ったほか、同年3月16日の早朝に東京の馬房の中で子供を産み落とした5歳牝馬モリケイにも引き続き騎乗し、9月17日の東京第7競走4歳以上700万下を勝利。
1979年には3月4日の中山第2競走4歳未勝利で18頭中15番人気のラッキーマイトで勝利し枠連81360円の大波乱となったほか、10月20日の中山第7競走富里特別ではトサジョーでホウヨウボーイの2着に入り、未婚の母として走り続けるモリケイでは12月23日の中山第8競走4歳以上800万下を15頭中13番人気で勝利。
1980年には1月12日の中山第11競走5歳以上800万下でモリケイを年またぎ2連勝での中央最終戦勝利に導き、4月30日の東京では初の1日3勝を挙げるなど、自己最多で最後の2桁勝利となる15勝をマーク。
1981年には南関東時代に東京大賞典2年連続3着・大井記念2着・金盃3着で、フジノオーと同じ橋本輝雄厩舎、同じ馬主のフジノショーキに騎乗し、中山大障害（春）・東京障害特別（秋）3着に入った。
1982年には1月6日の中山第9競走七草特別でシーデーグッドに騎乗しアズマハンターに勝利すると、2月27日の中山第11競走アクアマリンステークスでは14頭中12番人気のサンタプリンセスでスイートネイティブの3着、コウチオウショウで福島記念5着に入った。
1983年にはカーネルシンボリ産駒スイートブレストでクイーンステークスを制し重賞2勝目を挙げ、父カーネルシンボリに初の重賞勝利をもたらしたが、佐藤にとっては7年ぶりで最後の重賞勝利となった。
1984年7月21日の新潟第4競走4歳未勝利では青森・タケミファーム生産馬でワイルドモア産駒のワイルドワンに騎乗し、11頭中10番人気で勝利して枠連万馬券の波乱となり、七夕賞では16頭中12番人気のスイートブレストで5着に入った。
1985年には1月19日の中山第9競走ジュニアカップで7頭中5番人気のミラーシローに騎乗し、スダホークにアタマ差勝利。青森・諏訪牧場生産馬ファーストジョオーでは5月25日の東京第6競走4歳400万下を15頭中14番人気、8月11日の新潟第10競走信濃川特別を13頭中12番人気と共にブービー人気で勝利。
1988年には6勝をマークしたが、6勝中4勝はフランスから逆輸入のマルゼンスキー産駒ボビンスキーで挙げた。3月27日の東京第2競走4歳未出走ではハギノカムイオー産駒の牝馬ミスカムイで逃げ、メジロアルダンの3着に粘った。
1989年には皐月賞当日の4月16日に中山第6競走4歳以上400万下を16頭中16番人気のオギメダリストで勝利して単勝万馬券の波乱となり、1992年12月19日の中山第9競走ひいらぎ賞ではシンボリファントムでサクラチトセオーの3着に入った。
1993年には4月10日の中山第11競走春風ステークスでシンボリルドルフ産駒シャマードシンボリに騎乗し、13頭中11番人気ながら2着に入って枠連・馬連万馬券を演出したほか、シンボリファントムではセントライト記念で1番人気のマイヨジョンヌに先着する5着に入った。
1994年8月7日の新潟第1競走4歳未勝利をオーロラフブキで逃げ切ったのが最後の勝利となり、1995年9月23日の中山第8競走4歳以上500万下・イタリアンモダン（15頭中6着）を最後に引退。

## 騎手成績
| 通算成績 | 1着 | 2着 | 3着 | 4着以下 | 出走回数 | 勝率 | 連対率 |
| -------- | --- | --- | --- | ------- | -------- | ---- | ------ |
| 平地     | 103 | 103 | 131 | 1292    | 1629     | .063 | .126   |
| 障害     | 24  | 25  | 16  | 82      | 147      | .163 | .333   |
| 計       | 127 | 128 | 147 | 1374    | 1776     | .072 | .144   |

主な騎乗馬
- トキワロッキー（1976年東京障害特別 (秋)）
- スイートブレスト（1983年クイーンステークス）